# Mus saxicola
Mus saxicola (Elliot, 1839) è un roditore della famiglia dei Muridi diffuso nel Subcontinente indiano.

## Descrizione

### Dimensioni
Roditore di piccole dimensioni, con la lunghezza della testa e del corpo tra 77 e 98 mm, la lunghezza della coda tra 55 e 73 mm, la lunghezza del piede tra 16 e 18 mm e la lunghezza delle orecchie tra 10 e 15,5 mm.

### Aspetto
La pelliccia è leggermente cosparsa di peli spinosi lungo la schiena, tranne che nella sottospecie M.s.gurkha dove è soffice e setosa. Il colore delle parti superiori varia dal color sabbia chiaro al bruno-grigiastro, mentre le parti inferiori sono bianche. Le orecchie sono relativamente piccole, rotonde e bruno-grigiastre. Le zampe sono bianche. La coda è più corta della testa e del corpo, è grigio pallida sopra, bianca sotto e con 16-18 anelli di scaglie per centimetro. Le femmine hanno 2 paia di mammelle pettorali, 2 paia addominali e 2 paia inguinali. Il numero cromosomico è 2n=22-26.

## Biologia

### Comportamento
È una specie notturna e terricola. Forma tumuli di ghiaia nei nidi e all'entrata delle tane.

## Distribuzione e habitat
Questa specie è diffusa nel Subcontinente indiano.
Vive nelle foreste tropicali e sub-tropicali secche fino a 1.000 metri di altitudine. Si trova prevalentemente in ambienti rocciosi, sabbiosi, semi-aridi, in praterie, coltivazioni, boscaglie, campi agricoli e arbusteti.

## Tassonomia
Sono state riconosciute 3 sottospecie:
- M.s.saxicola: Stati indiani dell'Andhra Pradesh meridionale, Tamil Nadu, Karnataka, Kerala orientale;
- M.s.gurkha (Thomas, 1914): Nepal meridionale, stati indiani dell'Himachal Pradesh, Uttarakhand; Uttar Pradesh, Haryana e Bihar settentrionali;
- M.s.sadhu (Wroughton, 1911): Stati indiani del Maharashtra, Gujarat, Rajasthan meridionale, Madhya Pradesh occidentale, Bihar meridionale, Jharkhand, West Bengal; Province pakistane del Sindh e del Belucistan centrale.

## Conservazione
La IUCN Red List, considerato il vasto areale e la popolazione numerosa, classifica M.saxicola come specie a rischio minimo (Least Concern).